# Lucio Gellio Publicola
Lucio Gellio Publicola (in latino: Lucius Gellius Publicola; fl. 72 a.C.) è stato un senatore e generale romano che combatté nella terza guerra servile.

## Biografia
Fu console del 72 a.C. assieme a Gneo Cornelio Lentulo Clodiano. Durante la terza guerra servile, Publicola e Clodiano furono incaricati di attaccare gli schiavi ribelli guidati da Spartaco e Crixus, che avevano sconfitto gli eserciti dei pretori nel 73 a.C.
Gellio sconfisse Crixus e 3000 ribelli in Apulia, nei pressi del monte Gargano, per poi spostarsi verso nord seguendo le forze di Spartaco. Mentre Lentulo sbarrava il passo a Spartaco a nord, i due consoli contavano di stringere i ribelli in una morsa tra i due eserciti romani, ma Spartaco li attaccò separatamente, sconfiggendo prima Lentulo e poi, tornato indietro, Gellio. Poco dopo i due consoli furono esautorati e il comando della guerra affidato a Marco Licinio Crasso.
Durante il suo consolato con Lentulo fu promulagata la Lex Gellia Cornelia, che garantiva a Pompeo la possibilità di concedere la cittadinanza romana per meriti militari a singoli individui, tra cui Lucio Cornelio Balbo.
Nel 70 a.C. fu censore, dopo 15 anni che questa carica non veniva ricoperta, sempre con Lentulo. E insieme espulsero 74 senatori de probrum, tra cui Lentulo Sura e Gaio Antonio, anche se i più facilmente rientrarono nel Senato.
Nel 67 a.C. guidò la flotta del Mar Tirreno per conto di Pompeo durante la guerra contro i pirati.